# Hurducești, Mehedinți
Hurducești este o localitate componentă a orașului Strehaia din județul Mehedinți, Oltenia, România.